# Yabuli
Yabuli (en chinois : 亚布力滑雪旅游度假区) est une station de sports d'hiver situeé dans la province du Heilongjiang, au nord-est de la Chine. 
Elle comprend le tremplin de saut à ski le plus grand de Chine.
La station a accueilli diverses compétitions comme les Jeux asiatiques en 1996 l'Universiade d'hiver de 2009, pour laquelle Yabuli a été renovée et les Championnats du monde junior de snowboard en 2015.